# Joseph Augustin Delesalle
Pour les articles homonymes, voir Delesalle.
 (janvier 2015).
Joseph Augustin Delesalle, né le 22 mars 1773 à Neuve-Église (Pays-Bas Autrichiens) de parents français, est un général français.

## Biographie
Il épouse Adélaïde Van Dessel dont il aura deux enfants, Auguste Delesalle et Adélaïde Delesalle.
Réquisitionnaire dans le 3e régiment de dragons le 8 septembre 1793, il fit ses premières armes dans le Nord, devint-brigadier à l'armée de Sambre-et-Meuse le 9 pluviôse an IV, brigadier-fourrier en Italie le 4 brumaire an V, et reçut un-coup de sabre au poignet droit au combat de Sainte-Justine, près de Feltre, le 24 ventôse suivant.
Maréchal-des-logis en Helvétie le 9 germinal, et adjudant  sous-officier le lendemain, il s'embarqua pour l'Égypte au commencement de l'an VI.
À l'affaire de Salahieh, le 24 thermidor, enveloppé par une troupe nombreuse de Mamelouks, il reçut plusieurs coups de sabre, et parvint à se dégager après avoir tué un cavalier qui le pressait vivement.
Nommé sous-lieutenant le 1er pluviôse an VII, il fit partie de l'expédition de Syrie.
Surpris le 23 ventôse dans une reconnaissance en Jaffa et Saint-Jean-d'Acre par un détachement nombreux de cavaliers tares qui, après une lutte désespérée, tuèrent presque tous ses camarades, il reçut plusieurs coups de sabre au bras droit, aux reins, au côté-droit et en dernier à la main qui lui fit tomber son arme, fut terrassé, fait prisonnier et conduit, garrotté, à la queue d'un cheval devant Djezzar, pacha d'Acre, qui, ne pouvant s'empêcher d'admirer sa bravoure, lui fit grâce de la vie et le remit au commodore Sydney Smith.
Renvoyé en France le 26 germinal de la même année, nommé lieutenant le 26 pluviôse an X, et adjudant-major le 10 floréal, il prit rang de capitaine le 10 brumaire an XII, et devint membre de la Légion d'honneur le 25 prairial.
De l'an XIV à 1807, pendant les campagnes d'Autriche, de Prusse et de Pologne, successivement attaché au 1er corps et à la réserve de cavalerie de la Grande Armée, il se trouva, le 26 octobre 1806, à l'affaire du bois de Zedenich en Prusse, où, cerné par un groupe de hussards, il en tua plusieurs et dégagea le général Becker, qui, lui-même, fut sur le point d'être pris.
Nommé chef d'escadron, il combattit à Eylau, démonté dans une charge audacieusement poussée au milieu de l'infanterie et de la cavalerie russe, il se remit à pied à la tête de son escadron et le ramena au pas dans les lignes françaises sans que l'ennemi osât l'entamer.
Le 3 mars 1807, à l'affaire de Guttsdadt, il donna de nouvelles preuves de sa bravoure : à la sortie d'un défilé, son régiment, qui formait l'avant-garde de la division, trouva le chemin barré par un corps de 1 800 Cosaques qui se disposaient à attaquer son extrême gauche, quand, par un changement de front aussi prompt qu'imprévu, il dissipa l'ennemi en un instant et laissa le chemin libre à la division française.
A la bataille de Friedland, le 14 juin 1807, à la tête du 1er escadron du régiment, il fit une charge brillante sur une batterie ennemie et l'enleva après avoir tué un officier sur sa pièce ; en continuant sa charge, il eut à résister aux attaques des Cosaques et des hussards qui soutenaient l'artillerie, et au retour il essuya le feu d'une embuscade d'infanterie.
Après la paix de Tilsitt, il fut envoyé à l'armée de Portugal, où il eut durant trois mois le commandement provisoire d'un régiment de cavalerie formé d'hommes appartenant au 2e corps ; pendant cette campagne, il remplit plusieurs missions difficiles, à la tête de détachements d'infanterie et de cavalerie, sur les frontières de Portugal du côté de Bragance et dans la province de Zamora, et s'en acquitta toujours à la satisfaction du général Millet, dans la brigade duquel il était placé.
Fait officier de la Légion d'honneur le 15 janvier 1809, il combattit encore à San-Carpio dans la Vieille-Castille, où il reçut un coup de feu qui lui fracassa le genou droit et le rendit dès lors incapable de monter à cheval.
Chevalier de l'Empire le 11 juillet 1810, admis à la retraite le 1er janvier 1811, et désigné pour un commandement d'armes de 4e classe, il fut envoyé en cette qualité à la citadelle de Lille le 9 octobre de la même année.
Il conserva cet emploi jusqu'au 30 avril 1815, et reçut à cette époque le commandement de la place d'Hesdin; il fut mis de nouveau à la retraite le 19 janvier 1816.
Lieutenant-colonel honoraire le 1er juillet 1820, il est mort à Lille, le 17 juillet 1838.